# Изосимов, Всеволод Владимирович
Все́волод Влади́мирович Изоси́мов (28 октября 1899, с. Шереметьевка, Чистопольский уезд, Казанская губерния, Российская империя — 27 декабря 1974, Казань) — советский учёный-биолог, доктор биологических наук (1947), профессор (1933), основатель и заведующий кафедрой общей биологии Казанского государственного медицинского института.

## Биография
Родился в семье фельдшера 28 октября 1899 года в селе Шереметьевка, Чистопольский уезд, Казанская губерния, Российская империя.
В 1924 году окончил естественное отделение физико-математического факультета Казанского университета. Ещё во время учёбы начал научную и преподавательскую деятельность на кафедре зоологии беспозвоночных. Здесь его учителем был профессор Николай Ливанов. Получив диплом, стал ассистентом при зоотоническом кабинете университета.
В начале научной деятельности написал ряд работ по морфологии и систематике фауны окрестностей Казани. В 1920—1930-х годах участвовал в научных экспедициях на Белое, Баренцево и Чёрное моря. Занимался исследованиями на Мурманской, Новороссийской, Саратовской и Байкальской биологических станциях.
В 1931 году Изосимов стал основателем в новом образованном Казанском государственном медицинском институте кафедры общей биологии. Также создал лабораторию при этой кафедре, оснащённую современным оборудованием. В течение 36 лет был бессменным руководителем кафедры биологии. Одновременно, до 1940 года, преподавал гидробиологию в Казанском университете. Несколько лет читал лекции по биологии и паразитологии врачам в Казанском государственном институте для усовершенствования врачей (ГИДУВ).
В 1933 году избран профессором. В 1935 году, защитив диссертацию, стал кандидатом биологических наук. В 1947 году успешно защитил докторскую диссертацию.
Являлся известным учёным в области гидробиологии, эволюционной морфологии, биологической систематики, экологии, паразитологии. Среди его учеников 19 человек стали кандидатами биологических и медицинских наук.
Изосимов написал более 40 научных работ. В последние годы своей жизни занимался изучением биологической продуктивности Братского водохранилища.
В 1934 году был избран депутатом Казанского городского Совета депутатов трудящихся. Награждён Орденом Ленина, медалью «За доблестный труд в Великой Отечественной войне 1941—1945 гг.», значком «Отличник здравоохранения СССР».
Умер 27 декабря 1974 года Казани.

## Награды
- Орден Ленина
- Медаль «За доблестный труд в Великой Отечественной войне 1941—1945 гг.»
- Значок «Отличнику здравоохранения» (СССР)

## Известные адреса
- Казань, Георгиевская улица, дом 69.[4]
- Казань, улица Свердлова, 13.[5]